# Serraca consortaria
Serraca consortaria är en fjärilsart som beskrevs av Fabricius 1787. Serraca consortaria ingår i släktet Serraca och familjen mätare. Inga underarter finns listade i Catalogue of Life.